# Place Anne-Marie-Carrière
La place Anne-Marie Carrière est une place publique du 18e arrondissement de Paris située dans le quartier de Montmartre.

## Situation et accès

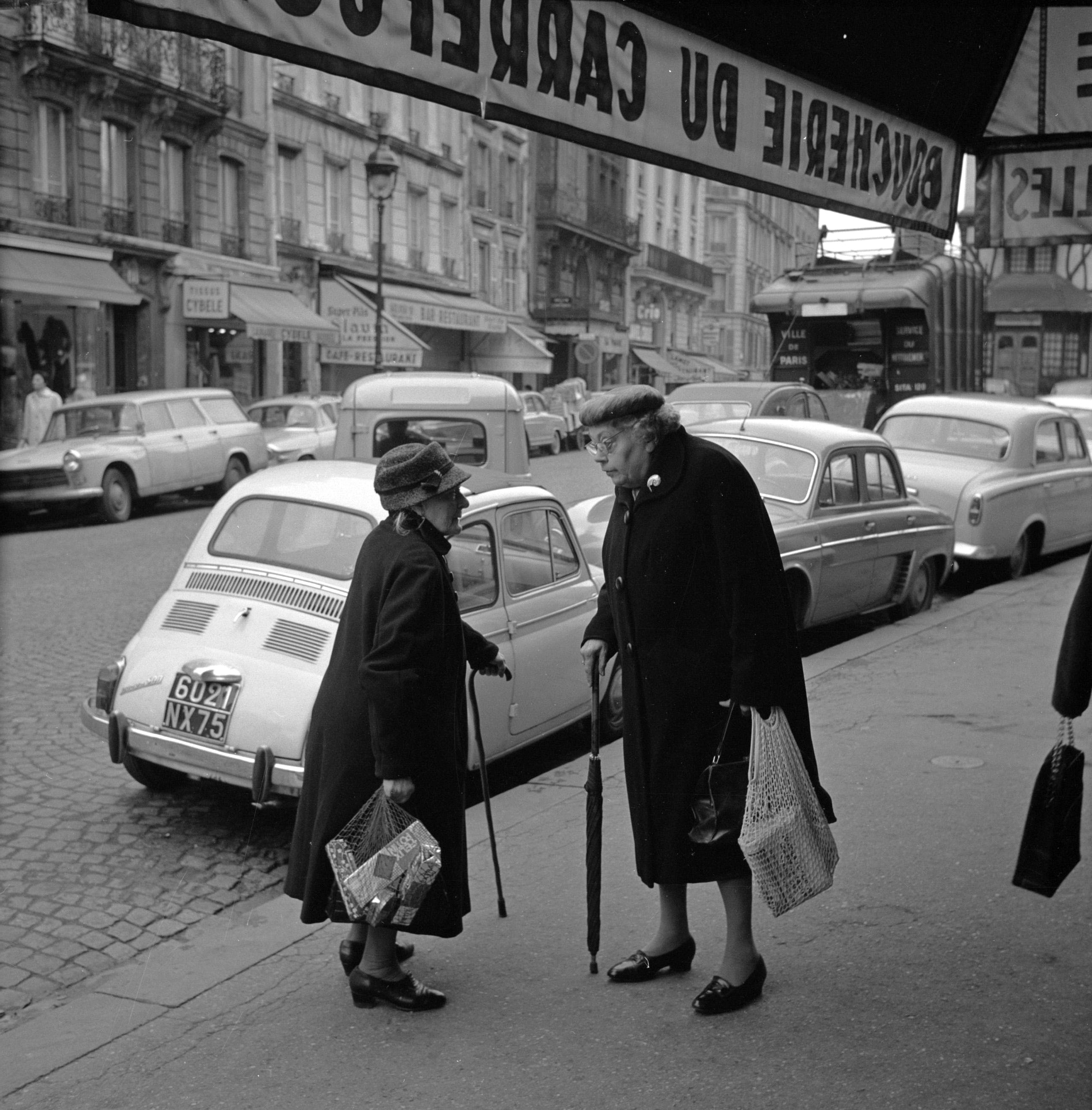
Tenant leur filet à provisions, deux dames âgées papotent sur la place en 1965. Photographie : Willem van de Poll.

La place se situe à l'intersection de la rue Lepic et de la rue Joseph-de-Maistre.
Elle est accessible par la ligne 2 à la station Blanche.

## Origine du nom

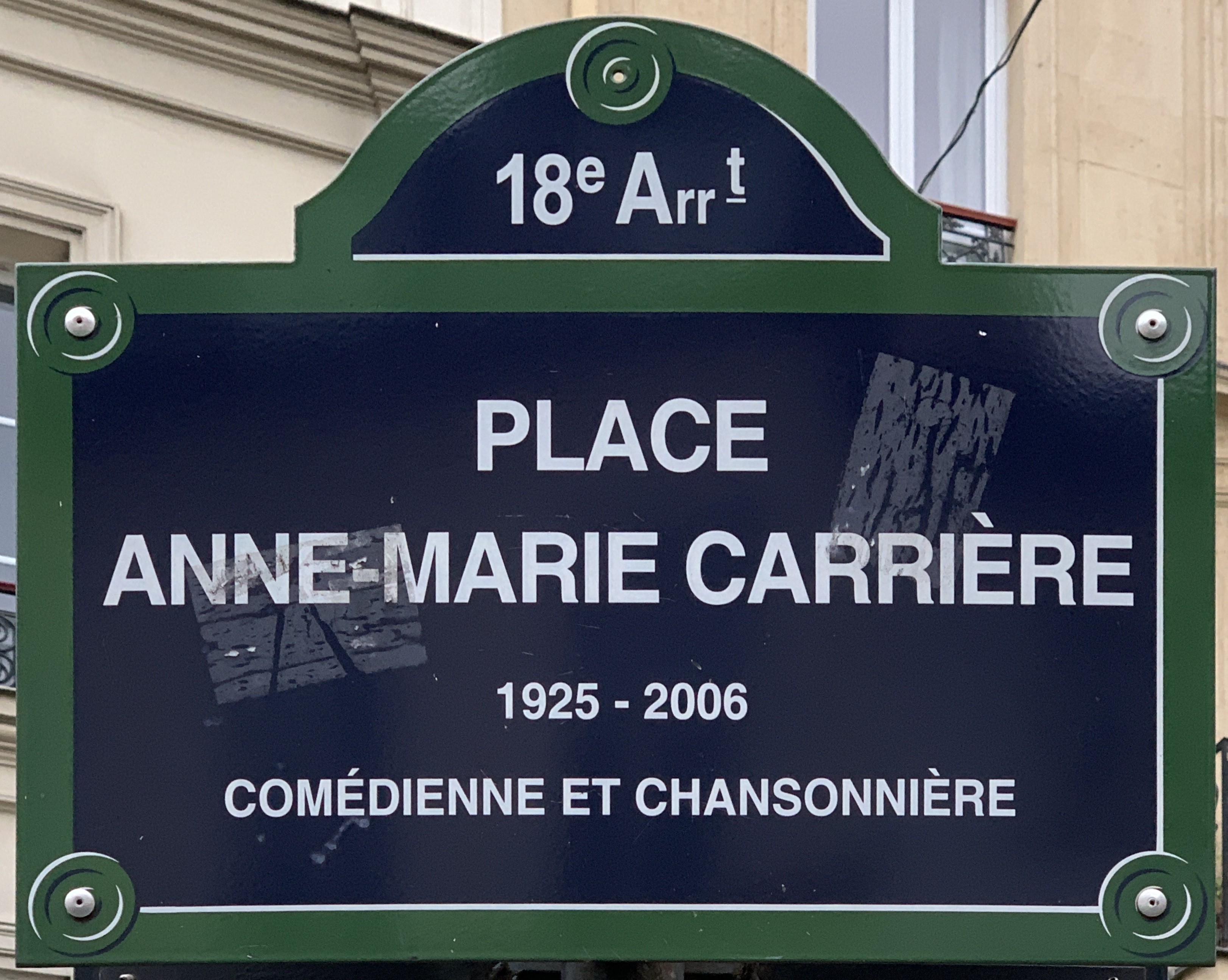
Plaque de la place.

Elle porte le nom de la comédienne et chansonnière parisienne Anne-Marie Carrière (1925-2006). 

## Historique
La place a été nommée en 2013 et inaugurée en 2014.

## Bâtiments remarquables et lieux de mémoire
- La Butte Montmartre
- Le Moulin Rouge se situe à proximité du site, au sud de la rue Lepic.